# Canadian Singles Chart
Canadian Singles Chart er en canadisk musikhitliste, som bliver sammensat af det amerikansk-baserede firma Nielsen SoundScan, som indsamle data om musiksalg. Hitlisten blev offentliggjort hver onsdag, og den bliver publiceret af Jam! Canoe om torsdagen.

## Historie
I november 1996 begyndte Nielsen af indsamle salgsdata. Før dette blev salgstal opgivet af The Record på baggrund af data fra deres forhandlere. Oprindeligt var der 200 pladser på hitlisten, da den udkom første gang i 1996, hvor de 50 øverste pladser blev udgivet af Jam!. Da markedet for singler i Canada blev mindre har man nu valgt kun at opgive de 10 øverste pladser på SoundScans hitliste (SoundScan har en politik om, at der skal være solgt mindste 10 eksemplarer for at komme ind på single-hitlisten).[kilde mangler]
Siden begyndelsen af 1990'erne er salget af singler i Canada faldet voldsomt, og de fleste sange bliver ikke længere solgt som kommercielle singler. Som et resultat heraf afspejler hitlisten musikkundernes egentlig præferencer i Canada. Det mest berømte eksempel er måske Elton Johns velgørenhedssingle "Candle in the Wind '97"/"Something About the Way You Look Tonight" som var på førstepladsen i tre år. I 2004 faldt salget i Canada endnu mere, da udbredelsen af digital download af musik blev større. Derfor er slagstallene ikke store i forhold til 1990'erne og begyndelsen af 2000'erne, og singlerne er blevet på hitlisten i længere og længere perioder. I 2006 solgte de fleste singler, som nåede førstepladsen af hitlisten, mindre end 200 eksemplarer i Canada.
Billboard introducerede deres egen singlehitliste i Canada kaldet Canadian Hot 100 den 7. juni 2007. Den er baseret på digital download fra Nielsen SoundScan og spilletid i radioen baseret på Nielsen BDS.

## Yderligere læsning
- Lwin, Nanda (august 1996). The Canadian Singles Chart Book – Music Data Canada. ISBN 1-896594-09-3.
- Lwin, Nanda (september 1999). Top 40 Hits: The Essential Chart Guide – Music Data Canada. s. 384. ISBN 1-896594-13-1.